# ذا أورنج بوكس
ذا أورنج بوكس هي حزمة ألعاب تتكون من ثلاثة ألعاب رئيسية وهي هاف-لايف 2 وبورتال (لعبة فيديو) وتيم فورتريس 2 وحلقتين للعبة هالف-لايف 2 وهما هاف-لايف 2: أيبيسود ون هاف-لايف 2: إبيسود تو وقد صدرت حزمة لعبة سنة 2007